# Kolozs megye
A Magyar Királyság Kolozs megyéjét lásd a Kolozs vármegye szócikkben.
Kolozs megye (románul: Județul Cluj): közigazgatási egység Romániában. Az 1968-as megyerendezéssel hozták létre, az egykori Torda-Aranyos és Szolnok-Doboka vármegyék egyes részeivel, viszont az egykori Kolozs vármegyéből (mely kisebb megszakításokkal 1950-ig fennmaradt) egy kis rész Szilágy, más falvak Maros megyéhez kerültek.

## Fekvése
Románia északnyugati részén helyezkedik el. Megyeszékhelye Kolozsvár (310 243 lakos). Határmegyéi: Bihar megye nyugaton, Maros megye és Beszterce-Naszód megye keleten, Szilágy megye és Máramaros megye északon és Fehér megye délen.

## Természetföldrajz
A teljes terület 6674 km². Területének 1/3-a hegyvidék a megye délnyugati részén – Gyalui-havasok (Erdélyi-középhegység) 1800 méternél magasabb csúcsokkal. A legfontosabb folyók a Kis-Szamos, az Aranyos és a Sebes-Körös.

## Éghajlat
Az éghajlat mérsékelt kontinentális, hűvös nyarakkal és kevésbé hideg telekkel. A domborzat alapján két fő éghajlati övezet különböztethető meg: hegyi éghajlat és dombsági éghajlat. Az átlagos évi hőmérséklet 2 °C a délnyugati magasabb részeken és 8,2 °C a dombságokon. Július a legmelegebb hónap, az átlagos hőmérséklet 8–10 °C a hegyekben és 18–19 °C a dombokon. A leghidegebb hónap a január, melynek átlagos hőmérséklete a hegyekben -8 °C, a dombokon -4,4 °C. A legmagasabb hőmérséklet 39 °C volt 1931-ben Aranyosgyéresen, a legalacsonyabb -32,6 °C 1942-ben ugyancsak Aranyosgyéresen. Az évi átlagos csapadékmennyiség 600–1400 mm. Az uralkodó szél a nyugati és északnyugati.

## Népesség

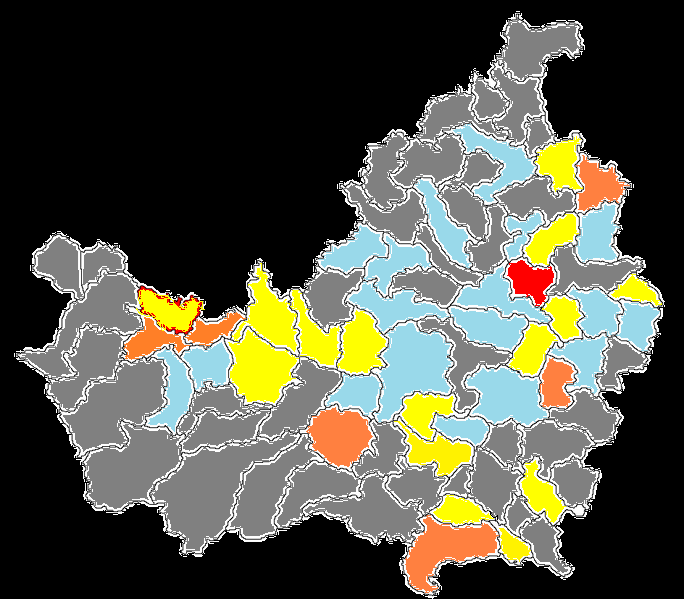
A magyar nemzetiségűek aránya Kolozs megyében a 2011-es népszámlálás adatai szerint. Piros = Magyar többség 80% felett, narancssárga = magyar többség 50 - 79% között, citromsárga = magyar kisebbség 20% felett, kék = magyar kisebbség 10 - 20% között, szürke = magyar kisebbség 10% alatt.

Kolozs megye népességének változása (a megye mai területére számítva):
A 2002-es népszámlálás szerint a megye nemzetiségei: román (76,4%), magyar (20,4%), cigány (2,8%). A Mócvidék, a Mezőség egy része, a Déstől, Szamosújvártól nyugatra eső vidék dominánsan román többségű. A Mezőségben, Kalotaszegen, illetve Aranyosszéken több magyar domináns lakosságú sziget lelhető fel. Például a Mezőség területén Szék, Vajdakamarás, Magyarszovát. A városok román többségűek, ám minden városban életképes magyar közösség él, és csupán Aranyosgyéresen nem érte el az arányuk a 10%-ot. A városok közül a legnagyobb arányban magyarok Bánffyhunyadon éltek, itt a lakosság 32,49%-át tették ki.
A 2011-es népszámlálás adatai szerint a megye 691 106 fős lakosságának 73,1%-a román, 20,0%-a magyar, 3,3%-a roma. A városok közül Tordán és Aranyosgyéresen a magyarok aránya nem érte el a 10%-ot, a megye többi városában efölött volt. A városok közül a legnagyobb arányban magyarok Bánffyhunyadon éltek, itt a lakosság 27,8%-át tették ki. Magyar többségű községek: Szék (96%), Körösfő (81%), Kalotaszentkirály (78%), Bálványosváralja (61%), Várfalva (55%), Tordaszentlászló (55%), Magyarszovát (49%).

## Települések
Városok: Kolozsvár, Torda, Dés, Aranyosgyéres, Szamosújvár, Bánffyhunyad.
Községek: lásd Kolozs megye községeinek listája.

## Gazdasága
Kolozs megye az egyik legdinamikusabb gazdasággal rendelkezik Erdélyben és Romániában, sok külföldi befektető is ezt a megyét választotta. Kolozsvár az egyik legfontosabb IT és pénzügyi központ. Szenet és ércet is bányásznak.

## Turizmus
A megye legfontosabb turistacélpontjai: Kolozsvár; a délnyugati hegységek barlangjai; Torda, Dés, Szamosújvár történelmi központjai.
Természetvédelmi területeit lásd a Kolozs megye természetvédelmi területeinek listája szócikkben.

## Politika

### A megyei tanács
A megyei tanácsot 37 tanácsos alkotja, akiket a helyhatósági választásokon választ meg a megye lakossága. A tanács elnöke 2016-2020 között Alin Tișe, a Nemzeti Liberális Párt alelnöke.
A megyei tanács összetétele:
2016−2020
| Pártok                              | Tanácsosok száma |
| ----------------------------------- | ---------------- |
| Nemzeti Liberális Párt              | 18               |
| Szociáldemokrata Párt               | 12               |
| Romániai Magyar Demokrata Szövetség | 7                |